# Erich Schmidt
Erich Schmidt (født 20. juni 1853 i Jena, død 29. april 1913 i Berlin) var en tysk litteraturhistoriker, søn af Eduard Oscar Schmidt. 
Han habiliterede sig 1875 i Würzburg og blev 1877 udnævnt til professor i tysk filologi i Strasbourg. Derfra avancerede han tre år efter til Wiens Universitet, blev 1885 den første direktør for det nygrundede Goethe und Schiller-Archiv i Weimar og udnævntes endelig 1887 til professor i tysk sprog og litteratur ved universitetet i Berlin. Som præsident for Goethe-Gesellschaft kom Schmidt i berøring med endnu videre kredse, og han var det blændende midtpunkt under de årlige forsamlinger ved pinsetid i Weimar. Schmidt var på sin lærestol Wilhelm Scherers betydeligste elev, fremragende som Lessings biograf (Lessing, 2 bind 1884—92, 3. oplag 1910), en udmærket kender og værdsætter af Goethe, hvis manuskript til Ur-Faust han fremdrog og udgav (1887, 6. oplag 1906), ligesom han ledede den monumentale Sophien-Ausgabe af Goethes værker. Blandt hans øvrige arbejder må fremhæves Richardson, Rousseau und Goethe, Goethes Jugendgenosse H. L. Wagner, Lenz und Klinger, Charakteristiken (2 bind, 1886 og 1900). Mangfoldige bidrag fra Schmidts hånd findes i Goethe-Jahrbuch, han har udgivet Volks-Goethe for Goethe-Gesellschaft (5 bind, ny udgave 1925) og Heinrich von Kleists værker i værdifuld kritisk behandling. Som lærer for sin samtids tyske filologer og litteraturhistorikere har Schmidts indflydelse været af varig betydning.